# Laguiole
Laguiole (La Guiòla in occitano) è un comune francese di 1 322 abitanti situato nel dipartimento dell'Aveyron nella regione dell'Occitania.

## Il paese
Il comune di Laguiole è situato nell'altopiano dell'Aubrac (Massiccio centrale), in una zona inclusa nella rete Natura 2000. È il capoluogo dell'omonimo cantone nell'Arrondissement di Rodez.
Il nome Laguiole deriva da "La Gleisola" (ossia La Chiesuola), la piccola chiesa che domina il centro e che ne divenne il principale centro di culto a partire dal XVI secolo.
La particolare pronuncia del nome del paese è [laˈjɔl] e si pensa derivi dall'antico dialetto della zona.

## Il formaggio
Il nome di Laguiole è legato a quello dell'omonimo formaggio. Si tratta di un formaggio vaccino molto giovane, non stagionato, in parte paragonabile alla toma; il latte proviene dai dipartimenti della Lozère, dell'Aveyron e del Cantal per questo il formaggio gode dal 1961 dell'Appellation d'Origine Contrôlée (corrispondente più o meno al DOC italiano) e diventerà DOP a partire dal 2009.
L'uso del Laguiole è riservato in particolare alla preparazione dell'aligot, un purè tipico dell'Aubrac nel quale la presenza del formaggio dona una consistenza particolarmente filante.

## I coltelli

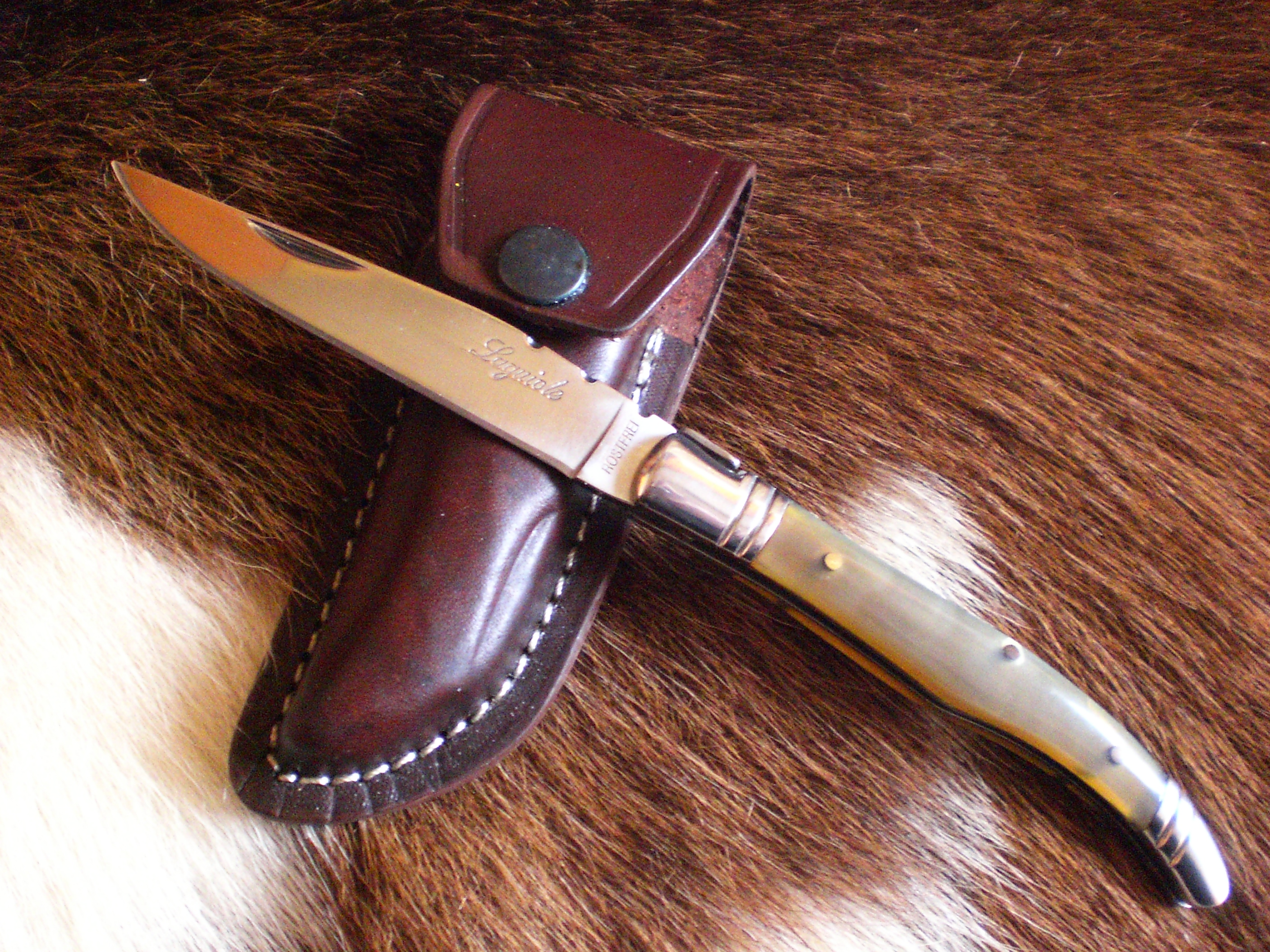
Coltello Laguiole con fodero

Il Laguiole è anche un tipo particolare di coltello.

## Società

### Evoluzione demografica
Abitanti censiti

## Amministrazione

### Gemellaggi
- Scarperia, dal 1993, altro centro famoso per la produzione artigianale di coltelli.